# نايجل كار
نايجل كار (بالإنجليزية: Nigel Carr)‏ هو لاعب كرة قدم أمريكية أمريكي، ولد في 22 يناير 1990 في جاكسونفيل في الولايات المتحدة.